# Luperina nickerlii
Luperina nickerlii là một loài bướm đêm trong họ Noctuidae.